# Pete Willis
Pour les articles homonymes, voir Willis.
Peter Andrew Willis (dit Pete), né le 16 février 1960 à Sheffield, est un guitariste de rock britannique.
Il est, avec Rick Savage, le cofondateur du groupe Def Leppard avec lequel il joue de 1977 jusqu'à son remplacement par Phil Collen en 1982.